# Ejnar Mikkelsen
Ejnar Mikkelsen (1880–1971), foi um explorador polar dinamarquês e autor. Ele é mais conhecido por suas expedições à Groenlândia. Foi o líder da expedição de 1909-1912 ao leste da Groenlândia, cujo objetivo era buscar informações sobre as pesquisas do viajante dinamarquês Ludwig Mulius-Eriksen, que morreu em 1907.

## Biografia
Ele nasceu em Vester Brønderslev, Jutlândia . Ele serviu na expedição de Georg Carl Amdrup à Terra Cristã IX , Groenlândia Oriental (1900), e na Expedição ao Pólo Norte Baldwin-Ziegler à Terra de Franz Joseph (1900-1902).
Com Ernest de Koven Leffingwell , ele organizou a expedição polar anglo-americana que passou o inverno na ilha Flaxman , no Alasca , em 1906-1907. Eles perderam o navio, mas em uma viagem de trenó sobre o gelo localizaram a plataforma continental do Oceano Ártico , a 105 km da costa, onde em 3 km o mar aumentou de 50 metros para mais de 690 metros (2264 pés) de profundidade.
Organizando uma expedição para mapear a costa nordeste da Groenlândia , para recuperar os corpos de Mylius-Erichsen , líder da malfadada expedição à Dinamarca e cartógrafo da expedição, Niels Peter Høeg Hagen , e seus registros, Mikkelsen passou o inverno de 1909-10 em Shannon Ilha , leste da Groenlândia. Seu navio de madeira, o Alabama , ficou preso no gelo de Shannon e, enquanto ele explorava, o resto do grupo voltou para casa em um baleeiro . Permanecendo com seu engenheiro, Iversen, Mikkelsen conseguiu, por uma série de perigosas viagens de trenó, recuperar os registros perdidos e refutar a existência do Canal Peary .

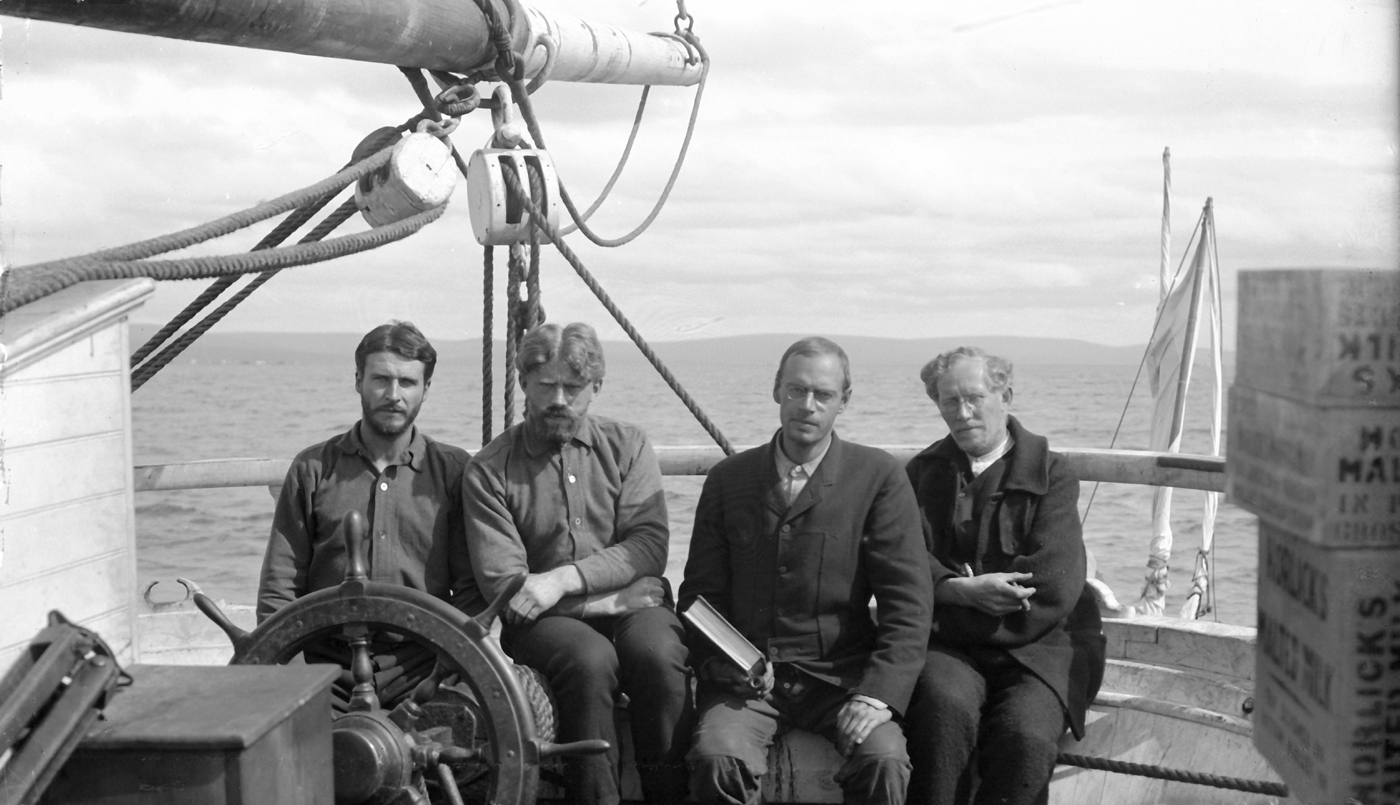
Membros da expedição ao Alasca: E. Leffingwell, E. Mikkelsen, G. Howe, E. Ditlevsen

Os dois exploradores retornaram à ilha de Shannon para descobrir que a tripulação havia desaparecido, mas eles recuperaram madeiras e tábuas e ergueram uma pequena cabana. Mikkelsen e Iversen passaram dois invernos na casa de campo antes de serem resgatados, nas extremidades mais terríveis, por um baleeiro norueguês no verão de 1912.  A chamada casa do Alabama sobreviveu, intacta, e foi fotografada durante uma visita de Navio de inspeção da Marinha dinamarquesa Ejnar Mikkelsen em setembro de 2010.
Em 1924, ele liderou uma expedição para estabelecer o que mais tarde veio a ser Scoresbysund.
Em 1932, ele liderou a 'Segunda Expedição da Groenlândia Oriental do Comitê Scoresbysund' que realizou as primeiras escavações arqueológicas na intrusão de Skaergaard nas margens do Kangerlussuaq Fjord.
Em 1970, no seu 90º aniversário, foi-lhe prestada uma homenagem nacional na Dinamarca; ele morreu em Copenhague alguns meses depois, em 1º de maio de 1971.

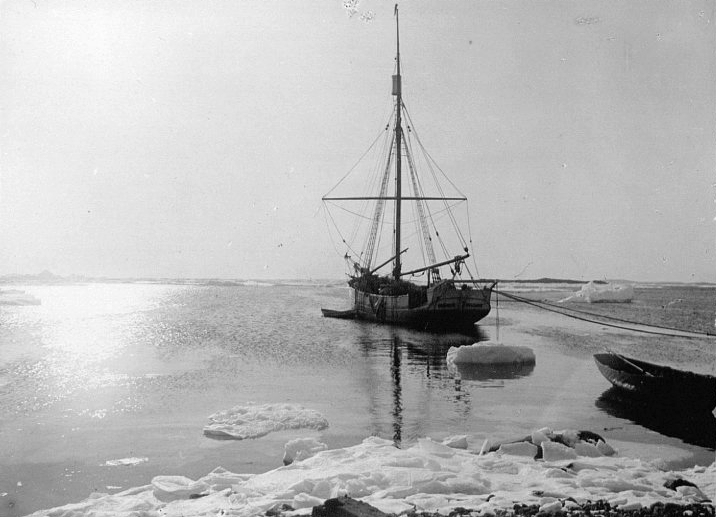
Alabama, o navio da Expedição Alabama ao leste da Groenlândia 1909/1910

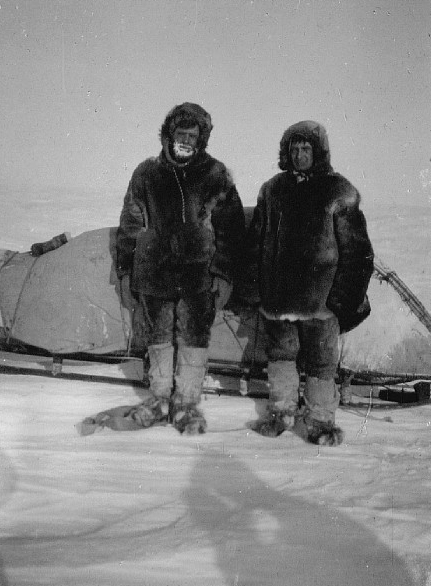
Mikkelsen e Iversen, 1910

Em 2009, a Marinha Real Dinamarquesa nomeou o segundo navio de patrulha da classe Knud Rasmussen de HDMS Ejnar Mikkelsen.

## Publicações
- Conquistando o gelo do Ártico (Londres, 1909)
- Perdido no Ártico (1913) Algumas de suas expedições à Groenlândia são relatadas aqui.
- Relatório de Mylius-Erichsen sobre a não-existência do Canal de Peary (1913)
- Tre Aar por Grönlands Ostkyst (1914)
- Norden For Lov og Ret , uma história (1920)
  - traduzido como Justiça Congelada (1922)
- John Dale , um romance (1921)
- Two Against the Ice , com prefácio de Lawrence Millman (Steerforth Press, 2003)